# Wii U

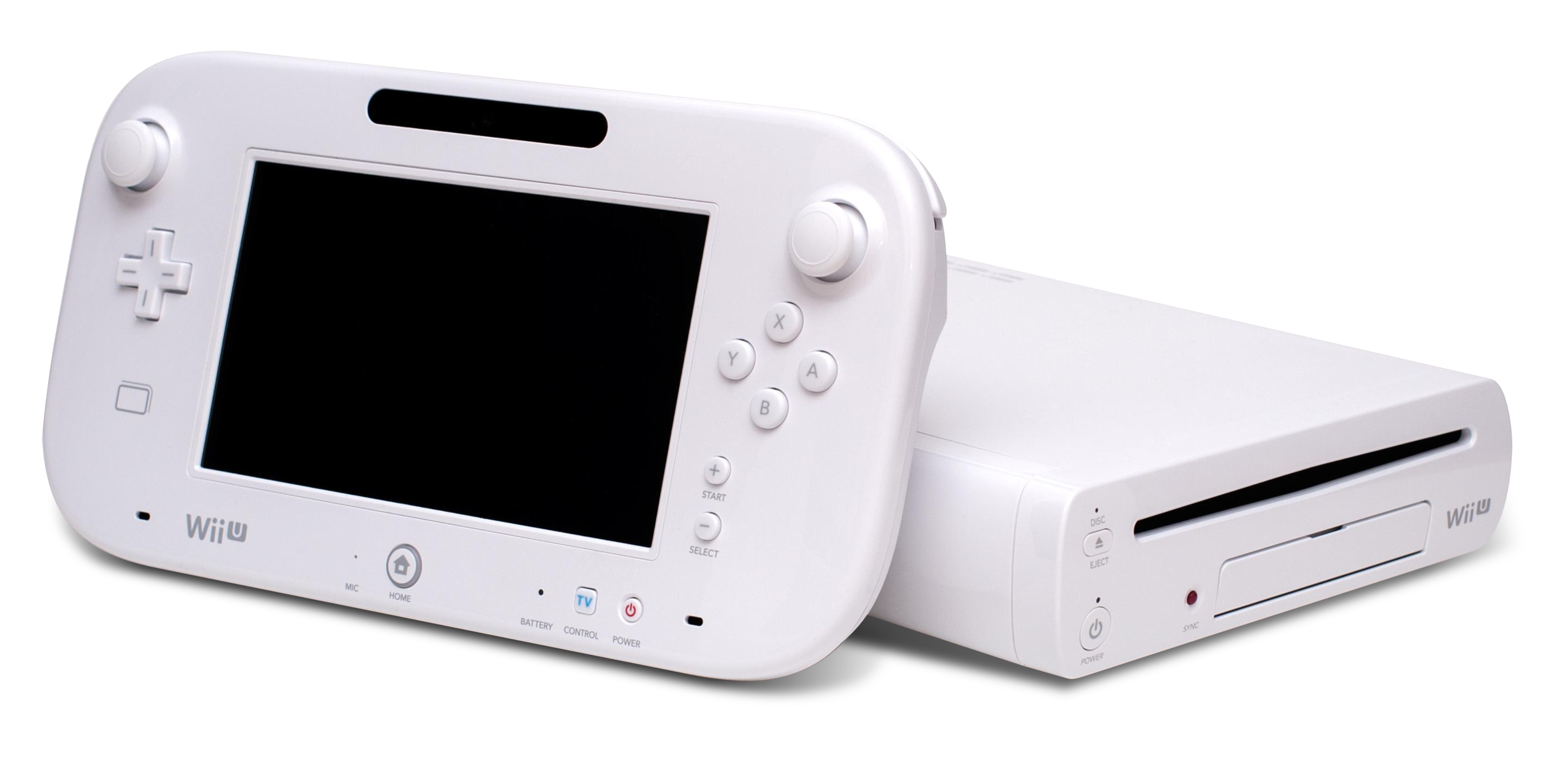
Wii U cu Gamepad

Wii U, prezentată la E3 2011, este a doua cea mai nouă consolă de jocuri produsă de compania japoneză Nintendo, fiind succesorul lui Wii. Aceasta deschide a opta generație de console, alături de PlayStation Vita. A apărut pe 18 noiembrie 2012. Numele îi era înainte „Project Cafe”. Are un controller cu touchscreen, HD, și este compatibil cu Wii Remote și Wii Balance Board.